# Stuart Taylor
Pour les articles homonymes, voir Taylor.
Stuart James Taylor, né le 28 novembre 1980 à Romford, est un ancien footballeur anglais qui évolue au poste de gardien de but.
Il possède trois sélections en équipe d'Angleterre espoirs et deux sélections avec les moins de 20 ans. 
Il a participé à la Coupe du monde des moins de 20 ans en 1999.

## Biographie
Le 20 août 2012, Taylor signe un contrat d'un an en faveur de Reading.
Le 3 juillet 2014 il rejoint Leeds United. À l'issue de la saison 2014-2015, il est libéré par Leeds.
Le 26 août 2016, Taylor rejoint Southampton FC en tant que 3e gardien. 

## Carrière
- 1998-2000 (décembre) : Arsenal ( Angleterre)
- 1999-2000 : Bristol Rovers ( Angleterre)
- 2000-2001 (décembre) : Crystal Palace ( Angleterre)
- 2000-2001 : Peterborough United ( Angleterre)
- 2001-2003 : Arsenal ( Angleterre)
- 2004-2005 : Leicester City ( Angleterre)
- 2005-2009 : Aston Villa ( Angleterre)
- 2009-2012 : Manchester City ( Angleterre)
- 2012-2014 : Reading ( Angleterre)
- 2014-2015 : Leeds United ( Angleterre)[2]
- Depuis 2016 : Southampton FC ( Angleterre)

## Palmarès
- Arsenal
  - Champion d'Angleterre en 2002.